# Yağsiyan, Osmancık
Yağsüzen là một xã thuộc huyện Osmancık, tỉnh Çorum, Thổ Nhĩ Kỳ. Dân số thời điểm năm 2010 là 340 người.